# Regla de misericordia
Una regla de misericordia, una regla de sacrificio o regla knock-out (eliminatoria) finaliza una competición deportiva de entre dos competidores antes del final programado, si un competidor tiene una ventaja de puntaje muy grande y probablemente insuperable sobre el otro. Se llama la regla de la misericordia porque ahorra más humillación para el perdedor. Es común en los deportes juveniles en América del Norte, donde el puntaje acumulado se considera antideportivo. Es especialmente común en el béisbol y el sóftbol en los que no hay un reloj de juego y un equipo dominante en teoría podría continuar una entrada sin fin.
Las reglas varían ampliamente, dependiendo del nivel de competición, pero casi todas las ligas deportivas juveniles y las asociaciones deportivas de institutos y muchas asociaciones deportivas universitarias en los Estados Unidos tienen reglas de misericordia para los deportes, incluyendo béisbol, sóftbol, fútbol americano y fútbol.
Sin embargo, las reglas de misericordia por lo general no surten efecto hasta un punto prescrito en el juego (como la segunda mitad de un partido de fútbol). Por lo tanto, un equipo, particularmente si es decididamente mejor que un oponente más débil, aún puede "aumentar la puntuación" antes de que la regla entre en vigencia. Por ejemplo, en el fútbol americano, un equipo podría avanzar 70 puntos con tres minutos restantes en la primera mitad; en el béisbol, el mejor equipo podría tener una ventaja de 20 carreras en la segunda entrada, pero el juego aún continuaría.

## Béisbol y sóftbol
Las competiciones internacionales están autorizadas por la Confederación Mundial de Béisbol y Sóftbol (WBSC), formada por la fusión en 2013 de la Federación Internacional de Béisbol (IBAF) y la Federación Internacional de Sóftbol (ISF).
En la competencia internacional de béisbol y en el Clásico Mundial de Béisbol, los juegos se terminan cuando un equipo se adelanta con 10 carreras, una vez que el equipo al final juega al menos siete entradas completas. En la competencia femenina, lo mismo se aplica después de cinco entradas de un juego de siete entradas.
El Clásico Mundial de Béisbol 2006 siguió la regla de la misericordia de la IBAF, con una regla adicional que detiene un juego después de cinco entradas cuando un equipo está adelantado por al menos 15 carreras. Las reglas de misericordia se aplicaron solo a los partidos de round-robin (ahora de doble eliminación), no a las semifinales o finales.
En un juego de seis entradas en el sóftball, las reglas exigen que el juego termine si el equipo ganador se adelanta 15 carreras después de tres entradas jugadas o 10 carreras después de cuatro entradas jugadas por el equipo final.
Las reglas de sóftbol son diferentes para un lanzamiento rápido / modificado rápido y un lanzamiento lento. En las competiciones sancionadas por la WBSC, la regla de avance (la terminología de la WBSC) es, para un lanzamiento rápido o modificado, 20 carreras después de tres entradas, 15 después de cuatro, o 7 después de 5. En un lanzamiento lento, el margen es de 20 carreras después de cuatro entradas o 15 después de las cinco.
Debido a la naturaleza inoportuna de las entradas, algunas ligas imponen límites en el número de carreras que se pueden anotar en una entrada (generalmente en el rango de 4-8) o limitan el número de apariciones de la placa en una entrada (por lo general, tal límite consistirá en una rotación del orden de bateo). Dichas reglas aseguran que los juegos se completarán en un tiempo razonable, pero también puede significar que un límite de cierto tamaño se vuelve insuperable por el límite, que puede evitarse al no invocar la regla en tales circunstancias.

## Fútbol
Las reglas de la Federación Internacional de Deportes para Ciegos requieren que en cualquier momento durante un partido en el que un equipo haya marcado 10 goles más que el otro equipo, se considere que el partido se ha completado. 
- Datos: Q5366798